# دايفيد هولمز
دايفيد هولمز (بالإنجليزية: David Holmes) (و. 1981 – م) هو ممثل، وممثل أفلام، من المملكة المتحدة.أدى دور الممثل البديل للمشاهد الخطرة في سلسلة أفلام "هاري بوتر"عام 2001، تعرض دايفيد هولمز لحادثة أدت إلى الشلل.

## وصلات خارجية
- دايفيد هولمز على موقع IMDb (الإنجليزية)
- دايفيد هولمز على موقع قاعدة بيانات الفيلم (الإنجليزية)